# 개인 금융
개인 금융은 개인이나 가계가 다양한 재정적 위험이나 미래 상황을 감수해서 금전적 자원들을 취득하거나 예산을 수립하고 절약하거나 소비하는 일련의 재정적 활동이다.

## 같이 보기
- 기업재무
- 가족계획
- 미시경제학
- 자산관리